# Боррель (граф Осоны)
Боррель (кат. Borrell; умер в 812/820) — граф Урхеля и Сердани с 798 года, Осоны с 799 года.

## Биография

### Правление
Точное происхождение Борреля неизвестно. Вероятно он был вестготом, участвовавшим вместе с франками в отвоевывании территории современной Каталонии у мавров. Для того, чтобы укрепить власть в этих местах, император Карл Великий основал пограничные графства, составившие Испанскую марку, в которых сажал преданных ему людей. Одним из них и стал Боррель, получивший в 798 году отвоёванные Урхель и Сердань.
В 799 году Боррель принял активное участие в завоевании территории Осоны, вошедшей в его владения, а в 801 году участвовал в завоевании Барселоны.
В 804 году и 805 году Боррель участвовал в экспедиции в Тортосу, однако не принимал участия в последующих походах 808—809 годов.
После 812 года сведения о нём пропадают. Боррель умер не позднее 820 года. Графство Осона вошло в состав владений графа Барселоны Рампо, а Урхель и Сердань оказались в руках Аснара I Галиндеса, изгнанного из графства Арагон.

### Семья
Источники ничего не сообщают о наличии жены и детей у Борреля. Однако некоторые современные исследователи полагают, что Боррель мог быть отцом Сунифреда I, родоначальником Барселонского дома.